# Artoria alta
Artoria alta är en spindelart som beskrevs av Volker W. Framenau 2004. Artoria alta ingår i släktet Artoria och familjen vargspindlar.
Artens utbredningsområde är New South Wales. Inga underarter finns listade i Catalogue of Life.